# 比約恩·庫伊佩爾斯
比約恩·庫伊佩爾斯 (Björn Kuipers,荷蘭語發音：[ˈbjʏrn ˈkœypərs];1973年3月28日—)，生于荷兰上艾瑟尔省奥尔登扎尔，是一名足球裁判，主要在国内荷甲联赛和各类欧洲赛事中执法，被评为欧足联精英裁判（UEFA Elite referees）。

## 欧洲赛事执法经历
2006年，库伊佩尔斯取得FIFA国际裁判资格。同年，他执法了欧洲U-17足球锦标赛决赛。此后，库伊佩尔斯曾多次在联盟杯、欧罗巴联赛、冠军联赛和欧锦赛中担任裁判，属于荷兰足协A级裁判之列。

### 冠军联赛
2012年4月，库伊佩尔斯在冠军杯复赛次回合AC米兰对阵巴塞罗那的比赛中担任裁判，比赛进行至第40分钟，巴塞罗那准备开出角球，米兰中卫内斯塔在禁区内拉扯对方中场布斯克茨球衣后将其拉倒，主裁判库伊佩尔斯决定判给巴塞罗那一个点球，这一判罚引起了极大争议，库伊佩尔斯也在赛后迅速成名。

### 2012年欧锦赛
2012年6月15日，乌克兰在顿涅茨克迎战法国，一场猛烈的雷阵雨在比赛开始5分钟后打断了这场比赛，当值主裁库伊佩尔斯被迫暂时终止了比赛。

## 个人生活
库伊佩尔斯的父亲也是一名裁判。年轻时代的库伊佩尔斯希望当一名职业足球运动员，他曾在当地业余球队快速’20（Quick '20）效力。后来，随着他对球员生涯失去兴趣，库伊佩尔斯继承父业转作裁判员。
库伊佩尔斯曾在奈梅亨大学（Radboud University Nijmegen）修习经管学科。除裁判员以外，他还兼任数家荷兰连锁超市C1000的共有人，并在奥尔登扎尔开有一间发廊。